# Grynna
Grynna (avledning av grund). Ett mindre undervattensgrund som utgör fara för sjötrafiken.
Dialektalt på delar av Sveriges ostkust avses med grynna en bränning (grund nära vattenytan)